# Polyrhachis ochracea
Polyrhachis ochracea é uma espécie de formiga do gênero Polyrhachis, pertencente à subfamília Formicinae.